# Crundale, Kent
Crundale är en ort och civil parish i grevskapet Kent i sydöstra England. Orten ligger i distriktet Ashford, cirka 9,5 kilometer nordost om Ashford och cirka 11 kilometer sydväst om Canterbury. Civil parishen hade 201 invånare vid folkräkningen år 2021.